# Okręg wyborczy Newtown
Okręg wyborczy Newtown powstał w 1584 r. i wysyłał do angielskiej, a następnie brytyjskiej, Izby Gmin dwóch deputowanych. Okręg obejmował miasto Newtown na wyspie Wight. Został zlikwidowany w 1832 r.

## Deputowani do brytyjskiej Izby Gmin z okręgu Newtown

### Deputowani w latach 1584–1660
- 1601: Robert Cotton
- 1604–1605: John Stanhope
- 1604–1611: Thomas Wilson
- 1605–1611: William Mervis
- 1621–1629: Thomas Barrington
- 1621–1622: William Harrington
- 1628: Robert Barrington
- 1640–1644: John Meux
- 1640–1642: Nicholas Weston
- 1645–1648: John Barrington
- 1645–1648: John Bulkeley
- 1659: John Maynard
- 1659: William Laurence

### Deputowani w latach 1660–1832
- 1660–1679: John Barrington
- 1660–1666: Henry Worsley
- 1666–1677: Robert Worsley
- 1677–1685: John Holmes
- 1679–1679: John Churchill
- 1679–1681: Lemuel Kingdon
- 1681–1685: Daniel Finch
- 1685–1698: Thomas Done
- 1685–1689: William Blathwayt, wigowie
- 1689–1695: Richard Jones, 1. hrabia Ranelagh
- 1695–1701: James Worsley
- 1698–1705: Thomas Hopson
- 1701–1702: Joseph Dudley
- 1702–1705: John Leigh
- 1705–1722: James Worsley
- 1705–1715: Henry Worsley
- 1715–1722: Robert Worsley
- 1722–1727: William Stephens
- 1722–1727: Charles Worsley
- 1727–1729: James Worsley
- 1727–1729: Thomas Holmes, wigowie
- 1729–1734: Charles Armand Powlett
- 1729–1734: John Barrington
- 1734–1741: James Worsley
- 1734–1741: Thomas Holmes, wigowie
- 1741–1775: John Barrington
- 1741–1747: Henry Holmes
- 1747–1754: Maurice Bocland
- 1754–1775: Harcourt Powell
- 1775–1780: Charles Ambler
- 1775–1782: Edward Meux Worsley
- 1780–1796: John Barrington
- 1782–1783: Henry Dundas, torysi
- 1783–1784: Richard Arden
- 1784–1784: James Worsley
- 1784–1790: Mark Gregory
- 1790–1793: Richard Worsley, wigowie
- 1793–1796: George Canning, torysi
- 1796–1801: Richard Worsley, wigowie
- 1796–1802: Charles Shaw Lefevre, wigowie
- 1801–1802: Edward Law, wigowie
- 1802–1802: Ewan Law
- 1802–1807: Robert Barclay, wigowie
- 1802–1803: Charles Chapman, wigowie
- 1803–1806: James Paull, wigowie
- 1806–1807: George Canning, torysi
- 1807–1816: Barrington Pope Blachford, torysi
- 1807–1808: Dudley Long North, wigowie
- 1808–1820: George Anderson-Pelham, wigowie
- 1816–1832: Hudson Gurney, wigowie
- 1820–1821: Dudley Long North, wigowie
- 1821–1830: Charles Cavendish, wigowie
- 1830–1831: Charles Anderson-Pelham, wigowie
- 1831–1832: William Horne, wigowie